# Brodnax
Brodnax è un comune degli Stati Uniti d'America, situato nello Stato della Virginia, diviso tra la Contea di Brunswick e la Contea di Mecklenburg.